# BMW serii 1 Coupe
BMW serii 1 Coupe – samochód sportowy klasy kompaktowej produkowany przez niemiecką markę BMW w latach 2007 - 2014.

## Historia modelu

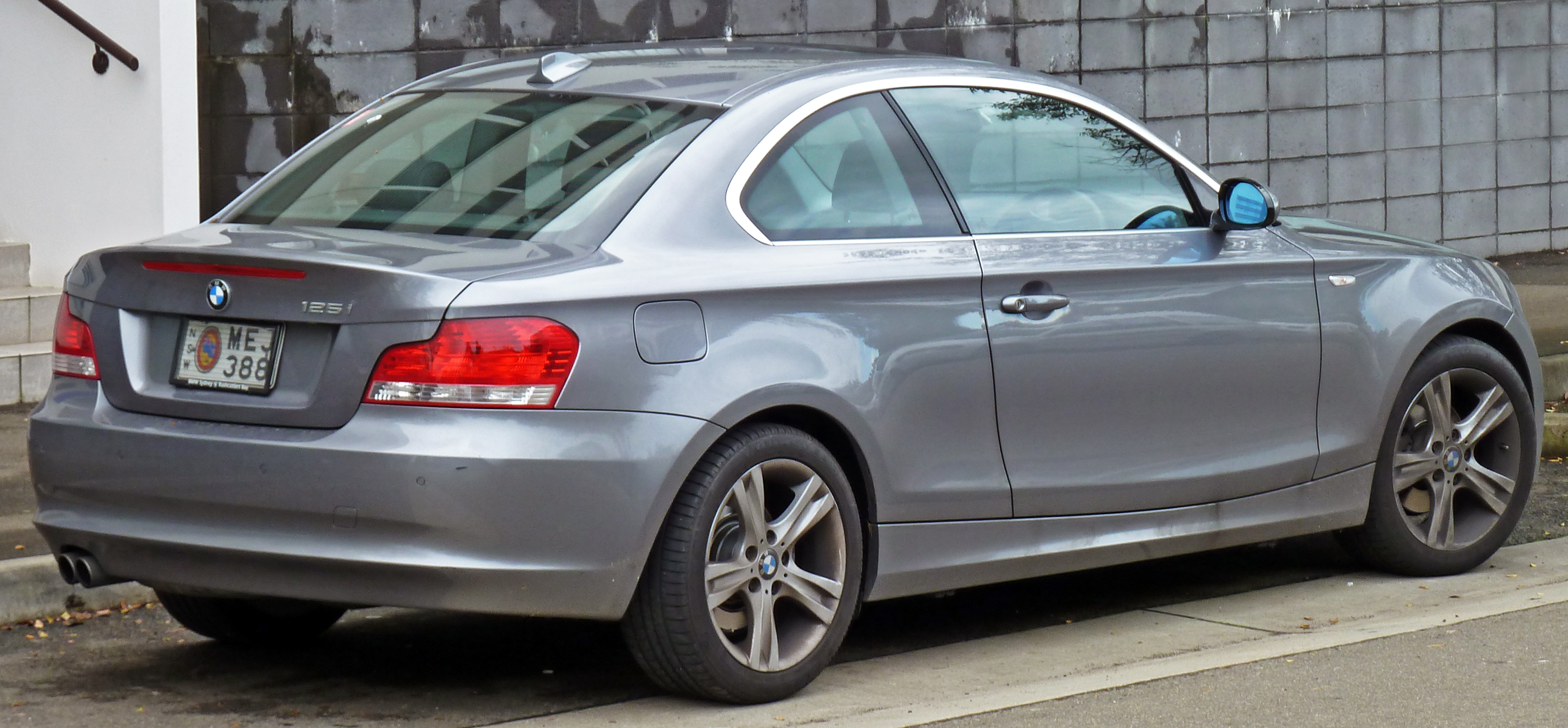
BMW serii 1 Coupe (E82)

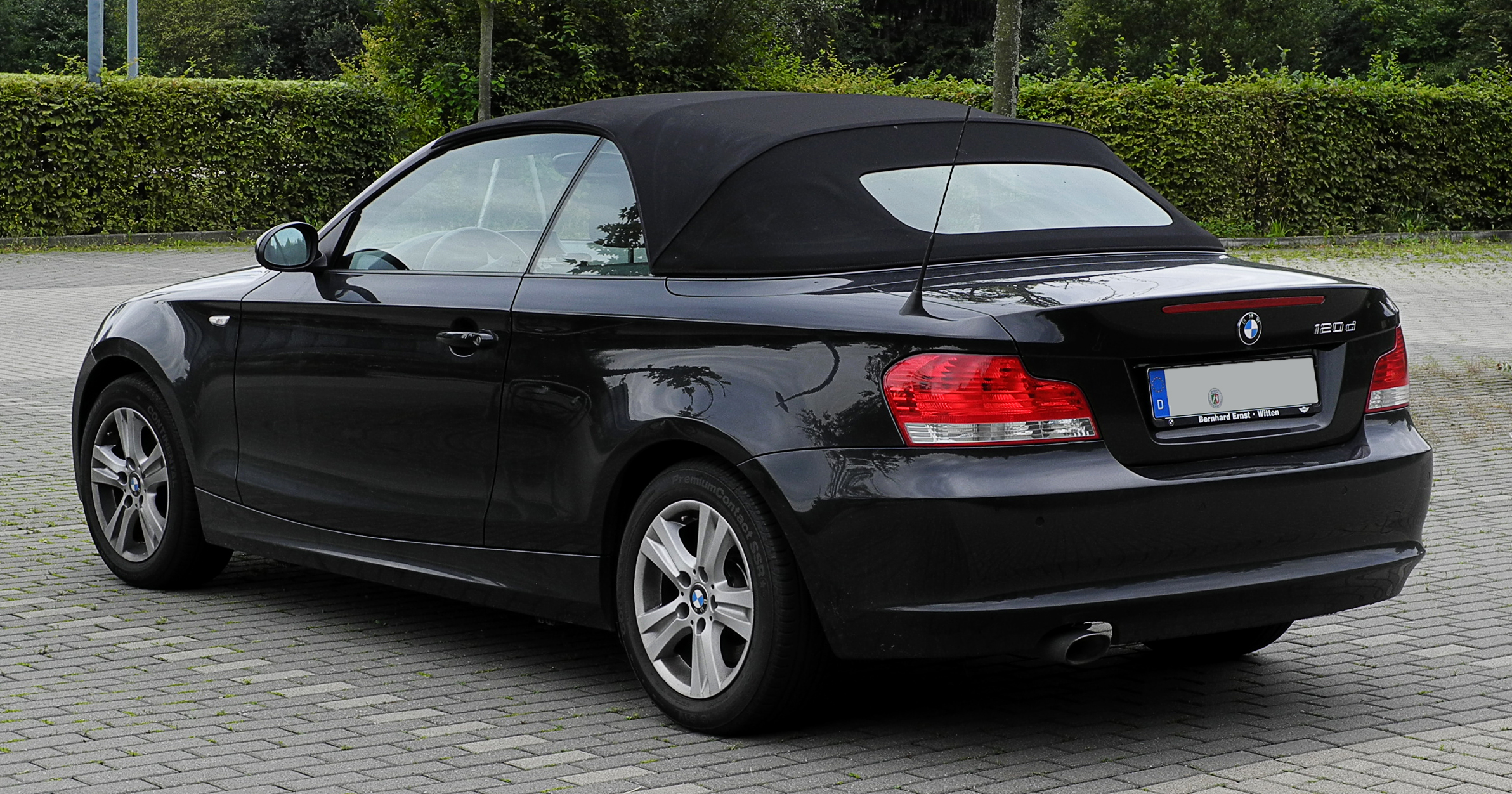
BMW serii 1 Cabriolet (E88)

BMW serii 1 w wersji coupe oraz kabriolet zadebiutowało aż 3 lata po bazowym modelu, hatchbacku - w lipcu 2007 roku. Pozbawione bezpośredniej konkurencji w klasie premium kompaktowe warianty przyjęły rolę tańszej i mniejszej alternatywy dla BMW serii 3 w wersji coupe i coupe-cabrio. Wariant z dachem wyróżniał się drzwiami bez ramek, a kabriolet - materiałowym dachem. Obie odmiany produkowano jeszcze dwa lata po zakończeniu produkcji bazowego hatchbacka, do 2013 roku.
Następca przyjął nową nazwę - Seria 2.

### Wersje wyposażeniowe
Oferta wersji Coupe składała się z wariantów:
- 118d, 118i, 120i, 120d, 123d, 125i, 128i, 135i oraz 1 M Coupe.

Oferta wersji Cabriolet składała się z wariantów:
- 118d, 118i, 120i, 120d, 123d, 125i, 128i oraz 135i